# Андрейчук, Кесарь Емельянович
Кесарь Емельянович Андрейчук (9 [22] марта 1907 — 7 августа 1958) — советский украинский поэт. Псевдонимы: К. Бубела, Видящий. Жертва сталинских репрессий.

## Биография
Родился в многодетной семье крестьянина-бедняка в селе Латанцы (ныне — в составе села Тростянец Тывровского района). В 1923 году, окончив лишь трудовую школу в родном селе, поступил в Вороновицкое техническое училище, где за год освоил ремесло столяра. В Вороновице начал заниматься общественной работой: был секретарём комбеда, заведующим избы-читальни, селькором винницкой окружной газеты «Красный край».
В 1924 году с путёвкой комбеда отправился в Винницу, где был слушателем трёхлетних педагогических курсов имени Ивана Франко. Там познакомился и подружился с поэтом-баснописцем Никитой Годованцем.
В 1927 году поступил на литературный факультет Одесского института народного образования. Учась в Одессе, посещал общегородское литературное объединение, где начинали творческий путь Степан Олейник, Савва Голованивский, Степан Крыжановский, Олег Килимник, Владимир Иванович и другие украинские писатели.
В 1931 году, окончив институт, Андрейчук устроился на работу в Тывровскую школу. Здесь он сразу организовал для учащихся литературный кружок, впоследствии устроил для крестьян большой вечер с чтением произведений — как собственных (из первого сборника «На переломе»), так и школьников-дебютантов.
Поэт много писал, печатался в центральной прессе, в 1932 году подал в издательство рукопись второго сборника, а ещё через два года — третьей.
В 1935 году Андрейчука приняли в Национальный союз писателей Украины, а обком комсомола отозвал его из Тыврова в Винницу и назначил заведующим отделом литературы и искусства газеты «Молодой большевик». Ещё через два года Винницкий обком КП(б)У направил Андрейчука на новую работу — заведовать отделом в краеведческом музее.

### Преследование
8 сентября 1937 года Андрейчук был арестован органами НКВД Винницкой области. Первый допрос проведён только 17 ноября. За неделю после первого допроса было готово обвинительное заключение. Вся вина поэта, если верить написанному, заключалась в том, что он организовал в школе литературный кружок, на котором воспитывал школьную молодёжь «в антисоветском шовинистическом духе». Вторым пунктом обвинения была организация литературного вечера — на нём поэт читал стихи из книги «На переломе», которая, оказывается, была «идеологически вредной». Третий пункт: обвиняемый якобы выражал своё недовольство политикой партии на селе. Постановлением тройки УНКВД по Винницкой области Андрейчука осудили на 10 лет лишения свободы в исправительно-трудовых лагерях.
Не видя за собой никакого преступления, Андрейчук начал тяжёлую и безрезультатную борьбу за реабилитацию. В 1939 году ему удалось добиться дополнительного изучения материалов дела и допроса дополнительных свидетелей, но последствий это не дало. Второй раз материалы дела по его жалобе изучались в 1946 году, но помощник прокурора Винницкой области по спецделам Степанида Пожарук подписывает резолюцию: «Оставить без удовлетворения».
Только 8 сентября 1947 года, по отбытии срока наказания, Андрейчук был освобождён из-под стражи без каких-либо объяснений и извинений. Но с предписанием: поселиться в селе Малопищанка, Мариинский район, Кемеровская область.
С декабря 1947 года по апрель 1951 года Андрейчук преподавал в местной школе русский язык и литературу. Продолжать творческую работу оказалось делом бесперспективным, поскольку о печатании его стихов не могло быть и речи.

### Возвращение на родину
Только в 1956 году, после многочисленных жалоб, органами прокуратуры было назначено новое расследование дела Андрейчука, в процессе которого установлено, что все без исключения обвинения 1937 года были вымышленными и ничем не подтверждёнными. По протесту прокурора Винницкий областной суд 15 марта 1956 года отменил постановление Особого совещания при НКВД от 26 ноября 1937 года и закрыл дело.
После гражданской реабилитации Андрейчука восстановили в рядах членов Союза писателей Украины, куда его приняли кандидатом ещё в 1934 году. Последние годы жизни провёл на родине: работал педагогом Тивровской средней школы, изредка печатаясь в периодике.
Собираясь весной 1958 года в Дом творчества СПУ в Ирпене, Андрейчук при медицинском осмотре узнал, что серьёзно болен. Организм, ослабленный лагерями и суровым забайкальским климатом, с болезнью не справился — через несколько месяцев (7 августа 1958 года) поэт умер.
Одну из улиц села Тростянец назвали именем Кесаря Андрейчука.

## Творчество
Литературную деятельность Андрейчук начал в январе 1927 года, когда в «Красной степи» (Одесса) впервые было напечатано его стихотворение — «21-е января», посвящённое памяти Ленина. Потом стихи, новеллы, рецензии регулярно появлялись на страницах одесских изданий «Черноморская коммуна», «Молодая гвардия», «Блески», «Металлические дни», а также «Заря» (Днепропетровск), «Литературное приложение» (Житомир).
В 1927 году стал членом Всеукраинского союза пролетарских писателей. В 1931 году в харьковском издательстве «ЛіМ» («Литература и искусство» (укр. Література і мистецтво)) отпечатан первый сборник стихов Андрейчука «На рубеже». Называя так сборник, поэт имел в виду перелом старого «капиталистического» уклада жизни с его «буржуазной» культурой и строительство на руинах нового — коммунистического — будущего. И эстетический пафос книги, и типичный для эпохи круг тем полностью укладывались в такое истолкование.
Искренний пафос строительства нового мира и отрицание старого, юный романтический порыв в неизведанное, экспрессивная импрессионистическая поэтика, утвердила себя в литературе в начале 1920-х, и даже попытки примирить «реакционный» лирический пейзаж с урбанистическими производственными ритмами — всё это было в стихах Андрийчука.
Но одновременно с этим в стихах поэта — обязательная дань гражданским темам: вселенская тоска после смерти Ленина, воспевание мощи красного военного флота и тому подобное.
В 1935 году Андрейчук стал членом вновь созданного Союза писателей Украины. Поэт подготовил к печати второй и третий сборники, но из-за ареста Андрейчука они не увидели свет.
После реабилитации Андрейчука восстановили в Союзе писателей, он вернулся к творческой работе, пытался наверстать упущенное. В 1958 году наконец вышла его вторая поэтическая книга, названная «Подольская сторона». Однако из-за ранней смерти поэта итогом его творчества так и остались две книжки и ещё ряд публикаций, распылённых в периодике и до сих пор не собранных в книгу.

## Изданные сборники
- На зламі: Поезії (Харьков, 1931).
- Вибране (Киев, 1957).
- Подільська сторона (Киев, 1958).
- Ловись, рибко: Збірка сатиричних творів (Киев, 1963).